# Oberonia papillosa
Oberonia papillosa är en orkidéart som beskrevs av Rudolf Schlechter. Oberonia papillosa ingår i släktet Oberonia och familjen orkidéer. Inga underarter finns listade i Catalogue of Life.